# Doropygus spinosus
Doropygus spinosus is een eenoogkreeftjessoort uit de familie van de Notodelphyidae. De wetenschappelijke naam van de soort is voor het eerst geldig gepubliceerd in 1979 door Jones J.B..